# Морозов, Василий Степанович
Василий Степанович Морозов (1849—1914) — автор рассказов и воспоминаний, ученик Льва Толстого.

## Биография
Из крестьян Льва Толстого. Родился в 1849 в имении Ясная Поляна. С детства испытал сиротство и нужду (2 лет лишился матери, отец женился на другой, вскоре стал горьким пьяницей).
Обучался в Яснополянской школе Льва Толстого (1859—1863). Увлекался историей, литературой. Как лучший ученик вёл уроки в младших классах. Летом 1862 года сопровождал Толстого на кумыс в Самарскую губернию.
Толстой описал его под именем Федьки в статье «Кому у кого учиться писать, крестьянским ребятам у нас или нам у крестьянских ребят?» (1862). В соавторстве с другим учеником (И. С. Макаровым) Морозовым был сочинён рассказ «Ложкой кормит, а стеблем глаз колет», который Толстой считал образцом русского народного языка, с вызовом сравнивая Федьку и Гёте: «Крестьянский, полуграмотный мальчик вдруг проявляет такую сознательную силу художника, какой… не может достичь Гёте».
Толстой опубликовал 5 рассказов Морозова в педагогическом журнале «Ясная Поляна».
В дальнейшем Морозов переехал в Тулу, где работал ломовым извозчиком, но поддерживал отношения с Толстым, который в 1908 отредактировал, написал предисловие и рекомендовал для печати его рассказ «За одно слово».
Оставил воспоминания о Толстом.
Скончался от воспаления лёгких в Тульской городской больнице весной 1914 года.